# Abdussalam Mamatchanowitsch Gadissow
Abdussalam Mamatchanowitsch Gadissow (russisch Абдусалам Маматханович Гадисов, awarisch ХІадисов Маматханил ГІабдусалам; * 26. März 1989 in Machatschkala, Dagestanische ASSR, RSFSR, Sowjetunion) ist ein russischer Ringer. 2011 und 2014 wurde er Europameister und 2014 auch Weltmeister im freien Stil.

## Werdegang
Der Dagestaner Abdussalam Gadissow begann als Jugendlicher 1999 mit dem Ringen und ist jetzt Mitglied von Dinamo Wladikawkas. Er ringt ausschließlich im freien Stil und wird von Ali Alijew und Sagid Murtasalijew trainiert. Er ist Student und bestreitet zurzeit seinen Lebensunterhalt durch das Ringen.
2008 wurde er russischer Juniorenmeister im Mittelgewicht und startete bei der Junioren-Weltmeisterschaft dieses Jahres in Istanbul, wo er mit fünf überlegenen Siegen den Titel gewann.
Im Jahre 2009 überraschte der junge Athlet bei der russischen Meisterschaft, bei der es im Mittelgewicht um die Nachfolge für den in das Halbschwergewicht gewechselten Meister von 2008 Georgi Ketojew ging, die russische Ringer-Fachwelt mit dem Titelgewinn. Im Finale bezwang er dabei Albert Saritow nach Punkten. Europameister Soslan Kzojew kam nur auf den 3. Platz. Der russische Ringerverband war dann so konsequent und setzte den 20-jährigen Abdussalam bei der Weltmeisterschaft in Herning/Dänemark ein.
In Herning gewann er im Mittelgewicht über Anthony Junior Fasugba aus Italien, Armands Zvirbulis aus Lettland und István Veréb aus Ungarn. Im Halbfinale traf er auf den US-amerikanischen Newcomer Jake Herbert. Die erste Runde gewann er überlegen mit 4:0 techn. Punkten, die zweite Runde gab er bei Punktgleichstand von 2:2 wegen der letzten Wertung für Herbert ab und auch die dritte Runde gab er denkbar knapp mit 0:1 techn. Punkten ab. Damit hatte er den Kampf mit 1:2 Runden (4:0, 2:2, 0:1) verloren. Im abschließenden Kampf hatte er noch die Möglichkeit im Kampf gegen Scharif Scharifow aus Aserbaidschan eine WM-Bronzemedaille zu gewinnen. Er fand aber nicht in den Kampf und verlor diesen klar mit 0:2 Runden (0:2, 0:3), womit er den 5. Platz belegte.
2010 und 2011 kam Abdussalam Gadissow zu keinem Einsatz bei einer internationalen Meisterschaft. Im Herbst 2011 traf er aber eine wichtige Entscheidung: er wechselte in das Halbschwergewicht, um nicht mehr ständig abtrainieren zu müssen. Eine Entscheidung, die sich zu Beginn des Jahres 2012 sofort positiv auswirkte, denn er gewann beim wichtigen Golden-Grand-Prix in Krasnojarsk die Konkurrenz in dieser Gewichtsklasse und qualifizierte sich damit für die Teilnahme an der Europameisterschaft in Belgrad. In Belgrad konnte er ebenfalls überzeugen und mit Siegen über Radosław Baran aus Polen, Adrian Recorean aus Rumänien, Georgi Atanasow Sredkow aus Bulgarien, Iwan Jankouski aus Belarus und Waleri Andriizew aus der Ukraine den Europameistertitel gewinnen. Damit schuf er sich im russischen Ringerverband sicher eine ganz hervorragende Ausgangsstellung für die Nominierung für die Olympischen Spiele in London.
In der Wintersaison 2011/12 rang Abdussalam Gadissow in der iranischen Profiliga für den Verein Samenolhojaj Sabzevar. Dabei besiegte er im Finale um die iranische Meisterschaft den amtierenden Weltmeister Reza Yazdani, der für Khoone be Khoone Babol an den Start ging, nach Punkten. Im Frühjahr 2012 qualifizierte er sich bei einem Turnier in Sofia mit einem Sieg vor Georgi Gogschelidse (Georgien), Nicolae Ceban (Moldawien) und Alen Sasijew (Ukraine) für die Teilnahme an den Olympischen Spielen in London. In London siegte er in seinem ersten Kampf über Taimuras Tigijew aus Kasachstan, verlor aber in seinem nächsten Kampf gegen Reza Yazdani. Da dieser das Finale nicht erreichte, musste er ausscheiden und belegte nur den 9. Platz.
2013 nahm er in Kasan an der Universiade teil und wurde dort mit einem Sieg im Finale über Pawlo Oleinik (Ukraine) Universitäten-Weltmeister.
2014 nahm er an der Europameisterschaft in Vantaa/Finnland teil. Er startete in der Gewichtsklasse bis 97 kg Körpergewicht und gewann dort mit Siegen über Jere Tapani Heino (Finnland), William Harth (Deutschland), Attila Szmik (Ungarn), Nicolai Ceban (Moldawien) und Chetag Gasjumow (Aserbaidschan) in überlegenem Stil den Titel. Nachdem Abdussalam Gadissow im Juni 2014 auch russischer Meister in der Gewichtsklasse bis 97 kg geworden war, wurde er auch bei der Weltmeisterschaft dieses Jahres in Taschkent eingesetzt. Er zeigte sich dort bestens vorbereitet und wurde mit Siegen über Arjun Singh Gill (Kanada), Javier Cortina (Kuba), Zhang Xueyi (China), Samil Erdogan (Türkei) und im Final erneute über den routinierten Chetag Gasjumow aus Aserbaidschan erstmals Weltmeister.
Bei den 1. Europäischen Spielen 2015 in Baku belegte Abdussalam Gadissow im Halbschwergewicht den 3. Platz. Nachdem er im Halbfinale gegen Chetag Gasjumow verloren hatte, sicherte er sich diese Bronzemedaille durch einen Sieg über den Polen Radosław Baran. Bei der Weltmeisterschaft dieses Jahres war er zwar in hervorragender Form, konnte aber trotzdem seinen WM-Titel von 2014 nicht verteidigen, da er im Finale überraschend gegen den erst 19-jährigen US-Amerikaner Kyle Snyder verlor.
2016 wurde Abdussalam Gadissow in Skopje Militär-Weltmeister in der Gewichtsklasse bis 97 kg. Für die Teilnahme an den Olympischen Spielen in Rio de Janeiro konnte er sich nicht qualifizieren.
Ab 2017 rang er nur noch in der Profi-Pro-Wrestling-Liga in Indien.

## Internationale Erfolge
| Jahr | Platz | Wettbewerb                                                | Gewichtsklasse | |
| 2008 | 1.    | Junioren-WM in Istanbul                                   | Mittel         | mit Siegen über Armin Rothschedl, Österreich, Umidjan Ismanow, Usbekistan, Ibrahim Bolukbasi, Türkei, Ali Rajabzadeh, Iran u. Beka Tschelidse, Georgien                         |
| 2009 | 5.    | WM in Herning/Dänemark                                    | Mittel         | mit Siegen über Anthony Junior Fasugba, Italien, Armands Zvirbulis, Lettland u. István Veréb, Ungarn u. Niederlagen gegen Jake Herbert, USA u. Scharif Scharifow, Aserbaidschan |
| 2009 | 3.    | Tschetschenischer Präsidenten-Cup in Grosny               | Mittel         | hinter Ansor Urischew u. Albert Saritow, bde. Russland |
| 2010 | 1.    | "Iwan-Jarigin"-Memorial in Krasnojarsk                    | Mittel         | vor Ansor Urischew, Soslan Kzojew u. Georgi Ruban, alle Russland |
| 2010 | 1.    | Ramzan-Kadirow-Cup in Grosny                              | Mittel         | vor Tamerlan Race, Ansor Urischew u. Ahmed Magomedow, alle Russland |
| 2011 | 3.    | Golden-Grand-Prix in Krasnojarsk                          | Mittel         | hinter Ansor Urischew und Albert Saritow, beide Russland, gemeinsam mit Soslan Kzojew, vor Magomed Subairow, Russland und Jake Herbert, USA                                     |
| 2011 | 1.    | "Wacław-Ziółkowski"-Memorial in Posen                     | Halbschwer     | vor Serhat Balci, Türkei, Arfan Amiri, Iran und Elisbar Odikadse, Georgien |
| 2012 | 1.    | Golden-Grand-Prix in Krasnojarsk                          | Halbschwer     | vor Ibragim Saidow und Georgi Ketojew, beide Russland und Jake Varner, USA |
| 2012 | 1.    | EM in Belgrad                                             | Halbschwer     | nach Siegen über Radosław Baran, Polen, Adrian Recorean, Rumänien, Georgi Atanasow Sredkow, Bulgarien, Iwan Jankouski, Belarus und Waleri Andriizew, Ukraine                    |
| 2012 | 1.    | Olympia-Qualif.-Turnier in Sofia                          | Halbschwer     | vor Georgi Gogschelidse, Georgien, Nicolae Ceban, Moldawien und Alen Sasijew, Ukraine                                                                                           |
| 2012 | 9.    | OS in London                                              | Halbschwer     | nach einem Sieg über Taimuras Tigijew, Kasachstan und einer Niederlage gegen Reza Yazdani, Iran                                                                                 |
| 2012 | 1.    | "Ali-Alijew"-Turnier in Machatschkala                     | Halbschwer     | vor Schamil Achmedow, Russland, Gadschi Alidjanow, Aserbaidschan und Abbas Tahan, Iran                                                                                          |
| 2013 | 3.    | "Iwan-Yarygin"-Memorial in Krasnojarsk                    | Halbschwer     | hinter Wladislaw Bazajew und Ansor Boltukajew, gemeinsam mit Juri Belonowski, vor Chadschimurad Gazalow, alle Russland                                                          |
| 2013 | 1.    | "Ali-Alijew"-Turnier in Machatschkala                     | Halbschwer     | vor Chadschimurad Gazalow, Elisbar Odigadse, Georgien und Schamil Achmedow |
| 2013 | 1.    | Universiade in Kasan                                      | Halbschwer     | vor Pawlo Oleinik, Ukraine, Dordschchandyn Chuderbulga, Mongolei und Alichan Jumajew, Kasachstan                                                                                |
| 2013 | 1.    | Sportaccord Combat Games in St. Petersburg                | bis 97 kg      | vor Iwan Jankouski, Belarus |
| 2014 | 1.    | "Iwan-Yarigin"-Memorial in Krasnojarsk                    | bis 97 kg      | vor Iwan Jankouski, Batraz Gazzajew, Kirgisistan und Waleri Andriizew, Ukraine                                                                                                  |
| 2014 | 1.    | EM in Vantaa/Finnland                                     | bis 97 kg      | nach Siegen über Jere Tapani Heino, Finnland, William Harth, Deutschland, Attila Szmik, Ungarn, Nicolai Ceban, Moldawien und Chetag Gasjumow                                    |
| 2014 | 1.    | WM in Taschkent                                           | bis 97 kg      | nach Siegen über Arjun Singh Gill, Kanada, Javier Cortina, Kuba, Zhang Xueyi, China, Samil Erdogan, Türkei und Chetag Gasjumow                                                  |
| 2015 | 1.    | "Yasar-Dogu"-Memorial in Istanbul                         | bis 97 kg      | vor Dato Marsagischwili, Georgien, Radosław Baran, Polen und Ibragim Bolükbasi, Türkei                                                                                          |
| 2015 | 3.    | 1. Europäische Spiele in Baku                             | bis 97 kg      | nach Siegen über Edon Schala, Kosovo und Imants Lagodskis, Lettland, einer Niederlage gegen Chetag Gasjumow und einem Sieg über Radosław Baran                                  |
| 2015 | 2.    | WM in Las Vegas                                           | bis 97 kg      | nach Siegen über Mausam Chatri, Indien, Stefan Kehrer, Deutschland, Chetag Gasjumow und Elisbar Odikadse, Georgien und einer Niederlage gegen Kyle Snyder, USA                  |
| 2016 | 5.    | "Alexander-Medwed"-Preis in Minsk                         | bis 97 kg      | hinter Chadschimurad Gazalow, Russland, Iwan Jankowski, Belarus, Elisbar Odikadse und Kyle Snyder                                                                               |
| 2016 | 1.    | Cup des Präsidenten der Burjatischen Republik in Ulan-Ude | bis 97 kg      | vor Juri Belonowski und Igor Owsjannikow, beide Russland und Bulgudei Munchjargal, Mongolei                                                                                     |
| 2016 | 1.    | Militär-WM in Skopje                                      | bis 97 kg      | vor Alichan Jumajew, Kasachstan, Iwan Jankowski und Seo Min-won, Südkorea |
| 2016 | 1.    | Golden-Grand-Prix in Baku                                 | bis 97 kg      | vor Reineris Salas Perez, Kuba, Amir Mohammadi, Iran und Aslanbek Alborow, Aserbaidschan                                                                                        |

## Russische Meisterschaften
| Jahr | Platz | Gewichtsklasse | Ergebnis                                                                         |
| 2009 | 1.    | Mittel         | vor Albert Saritow, Soslan Kzojew u. Ansor Urischew                              |
| 2011 | 3.    | Halbschwer     | hinter Chadschimurad Gazalow und Juri Belonowski, gemeinsam mit Arslanbek Alijew |
| 2012 | 1.    | Halbschwer     | vor Chadschimurad Gazalow, Ibragim Saidow und Schamil Achmedow                   |
| 2013 | 2.    | Halbschwer     | hinter Ansor Boltukajew, vor Batras Gassajew und Chadschimurad Gazalow           |
| 2014 | 1.    | bis 97 kg      | vor Ansor Boltukajew, Wladislaw Baizajew und Asret Schogenow                     |
| 2015 | 1.    | bis 97 kg      |                                                                                  |

Erläuterungen
- alle Wettbewerbe im freien Stil
- OS = Olympische Spiele, WM = Weltmeisterschaft, EM = Europameisterschaft
- Mittelgewicht, Gewichtsklasse bis 84 kg, Halbschwergewicht, bis 96 kg Körpergewicht (bis 31. Dezember 2013); seit 1. Januar 2014 gilt eine neue Gewichtsklasseneinteilung durch den Ringer-Weltverband FILA